# El Mojón (Beniel)
El Mojón de Beniel es una pedanía situada al sureste del casco antiguo de Beniel y a 17 km, aproximadamente, de la capital de la Región de Murcia. Forma parte de la Huerta de Murcia. 
Según el INE en su informe realizado en 2006, consta de 647 habitantes. Su nombre viene dado por el mojón o hito que había en un pequeño monte que separaba la Corona de Castilla de la Corona de Aragón.
Sus condiciones limítrofes entre Murcia y Orihuela han marcado el destino del pueblo en la historia.
Cuenta con una buena infraestructura del casco urbano, y tradicionalmente el sector que más relevancia ha tenido es el de la agricultura y la ganadería, pero actualmente va cogiendo peso el sector industrial por la creación de un polígono industrial a las afueras del pueblo.
Los cultivos por antonomasia que tenían mejor salida al mercado eran el trigo, la cebada y el maíz, ampliándose posteriormente a los cítricos. El cambio fue posible gracias a la construcción de brazales y acequias. 

## Historia
La historia de El Mojón Archivado el 21 de junio de 2012 en Wayback Machine. viene condicionada por su ubicación fronteriza entre Murcia y Orihuela.
El Río Segura ha sido un factor de mucha importancia, ya que ha provocado suelos pantanosos y no muy productivos a consecuencia de numerosas inundaciones.
Los depósitos de aluviones en el suelo de la pedanía han dificultado que se encuentren restos de culturas asentadas y desarrolladas entre la Edad de Bronce y el período Medieval.

### La tribu de los Baun Yah'ya
Fue durante los siglos IX y X cuando la población musulmana se asentó por las buenas condiciones naturales y estratégicas de un enclave situado en lo que sería el límite de provincias entre Murcia y Alicante.
El origen de El Mojón está condicionado a la tribu de los Baun Yah'ya, que era una población escasa y dispersa que vivía de la caza y de la pesca del marjal. 

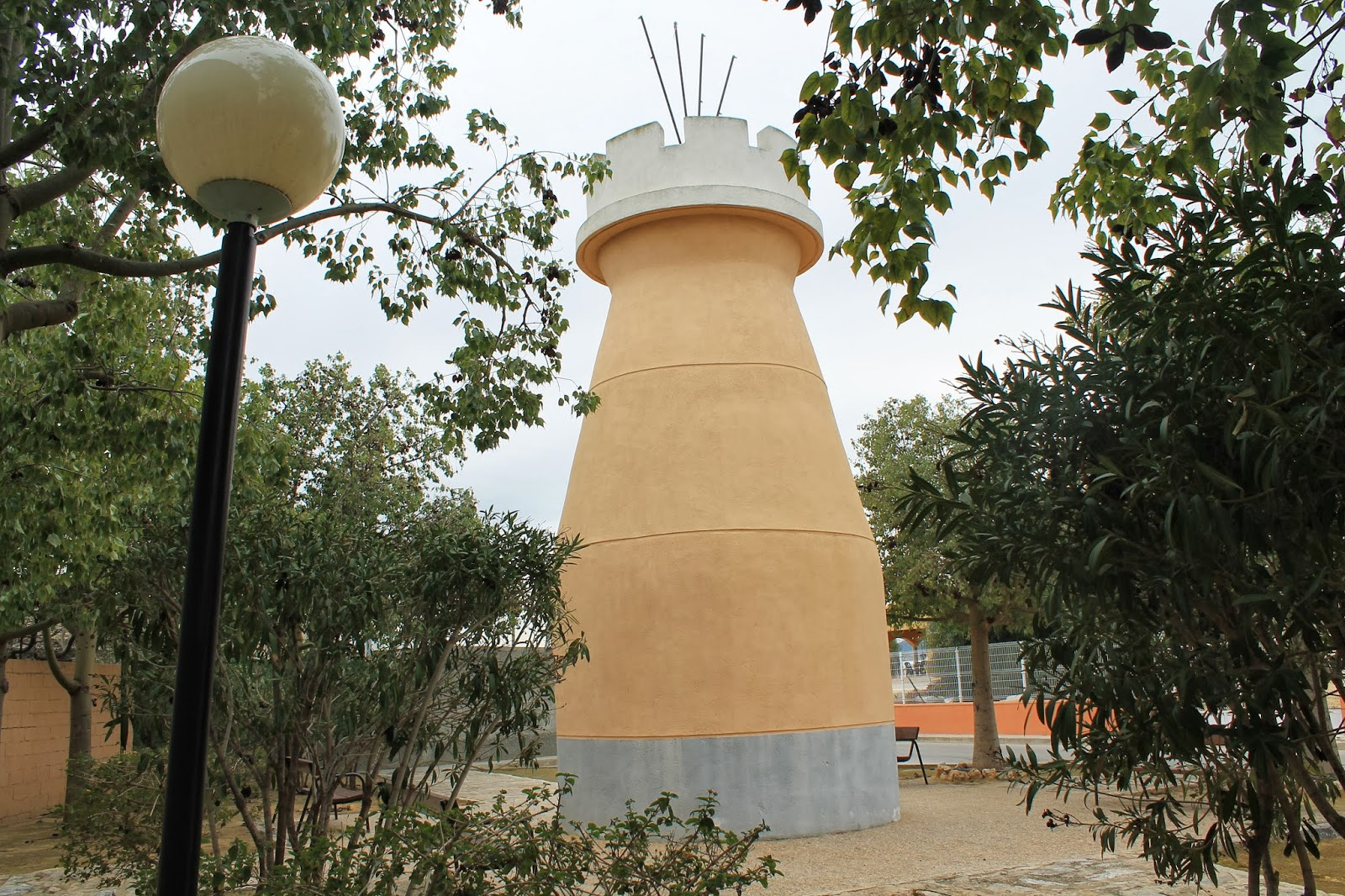
El Abuelico

### El Abuelico
Es un mojón o hito que servía para delimitar los términos municipales de Beniel y Orihuela en el año 1307. Tuvo su origen como divisoria entre los antiguos reinos de Castilla y Aragón. En la actualidad encontramos El Mojón restaurado y este lugar es conocido como El Abuelico. En 1974 con motivo de la reparación del camino donde se encuentra El Mojón, el contratista encargado de la obra lo demolió, siendo denunciado y fuertemente sancionado por el Ayuntamiento ante la Comisión Provincial de Patrimonio obligando a levantar un nuevo Mojón de hormigón de forma similar al destruido con una placa en la que se puede leer: Este Mojón que delimita Beniel y Orihuela, se levanta en esta fecha y sustituye al antiguamente existente en este mismo emplazamiento que fue derribado el 10 de enero de 1974.

### Los mojones de Beniel
A mediados del s.XIII la población huye hacia otros lugares como respuesta a la reconquista cristiana. Esto causó una acentuada recesión demográfica de la zona acentuada por la inestabilidad de los asentamientos de los nuevos colonos, que dejaban las tierras a los mudéjares que habían permanecido en aquellas tierras.
En 1266, cuando la rebelión de los mudéjares fracasó, Alfonso X procedió al reparto de tierras de aquel territorio plenamente conquistado.
Como consecuencia a los enfrentamientos entre Castilla y Aragón por ser zona limítrofe, se firmó el Tratado de Elche, por el que Beniel quedaba en el lado castellano construyendo dos mojones que separaban el límite entre Orihuela y Beniel. Esos dos mojones son actualmente conocidos como Los Pinochos de Beniel.

## Flora y Fauna
El paisaje de El Mojón está dominado por el arbolado de agrios y los cultivos de hortalizas, aunque también crecen espontáneamente en los bancales especies como malva, vinagrillo y cola de caballo. El borde de las acequias está colonizado por la sisca.
La fauna que aparece en El Mojón es la típica de las zonas de huerta, abundando las abubillas, verderones, currucas cabecinegras, autillos y los mirlos, conocidos en la Huerta de Murcia como merlas.
Dentro de los mamíferos resalta la musaraña, murciélago o erizo común. En la comunidad de reptiles aparece la salamanquesa común y culebra de agua, mientras que entre los anfibios la rana verde común, sapo corredor y sapo común son frecuentes en los parajes de El Mojón.

## Fiestas
Las fiestas de esta pedanía son las siguientes:

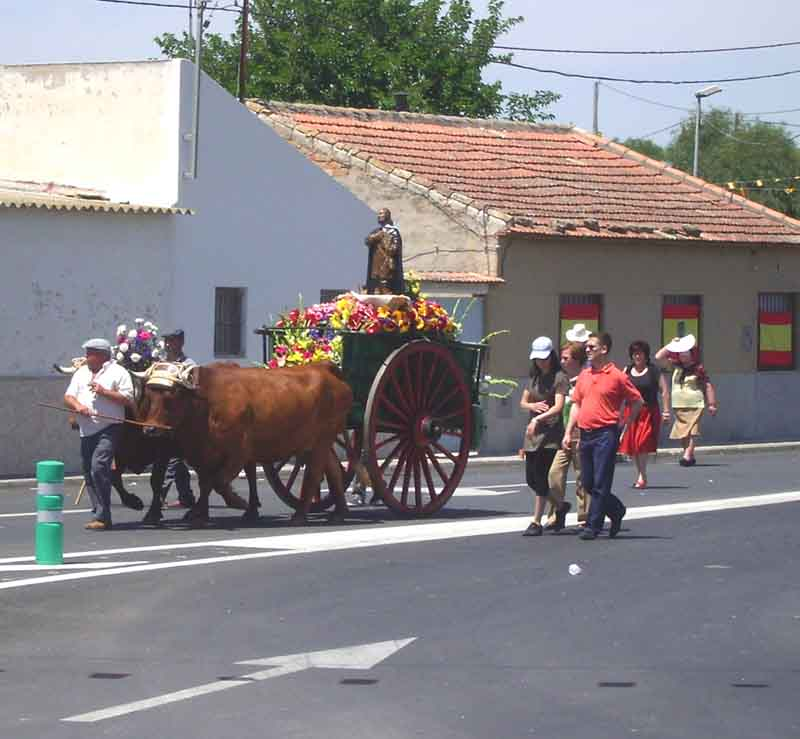
Romería San Isidro Labrador a su paso por El Mojón

⇒ Romería de San Isidro labrador, patrón de los agricultores, el 15 de mayo. Es la festividad más importante de la pedanía, al contar con una antigüedad de más de 75 años. En ella la imagen del santo se venera en el templo parroquial de San Bartolomé Apóstol de Beniel, desde donde es trasladada en romería cada 15 de mayo hasta la ermita del Sagrado Corazón de Jesús de El Mojón. En el eremitorio de la pedanía permanece durante toda la jornada, para volver a ser llevada a su iglesia en Beniel. Son típicos de esta romería los carruajes engalanados y los caballistas que acompañan en su trayecto, junto a los participantes ataviados con sus trajes regionales. Los habitantes de El Mojón engalanan las fachadas de las casas y las calles por donde discurre la romería. Las mejores fachadas y carrozas reciben un premio, al igual que sucede con el caballista de menor edad y el más elegante. 
⇒ Fiesta Patronal Sagrado Corazón de Jesús. Las Fiestas Patronales de El Mojón se celebran en la semana del 10 de julio, festividad del patrón. Tradición muy arraigada en la que se venera desde antaño al Sagrado Corazón, guardián y protector de los mojoneros, donde los devotos costaleros y todos los vecinos ofrecen una procesión al santísimo. Disponen de un programa cargado de actos religiosos que culminan en la Eucaristía del Día del Corazón de Jesús. Entre los eventos lúdicos destaca la fiesta de la espuma y el castillo de fuegos artificiales.

## Ermita de El Sagrado Corazón de Jesús
A mediados del s.XIX se produjo un despoblamiento del municipio de Beniel debido a causas como la Guerra de la Independencia, sequías, epidemias, inundaciones, ventajas de los latifundios frente a los minifundios, etc. Esta crisis atrajo dificultades financieras a la hora de solicitar la permanencia de Beniel como municipio y la incorporación a la capital. La solicitud fue rechazada por el ayuntamiento de la capital. 

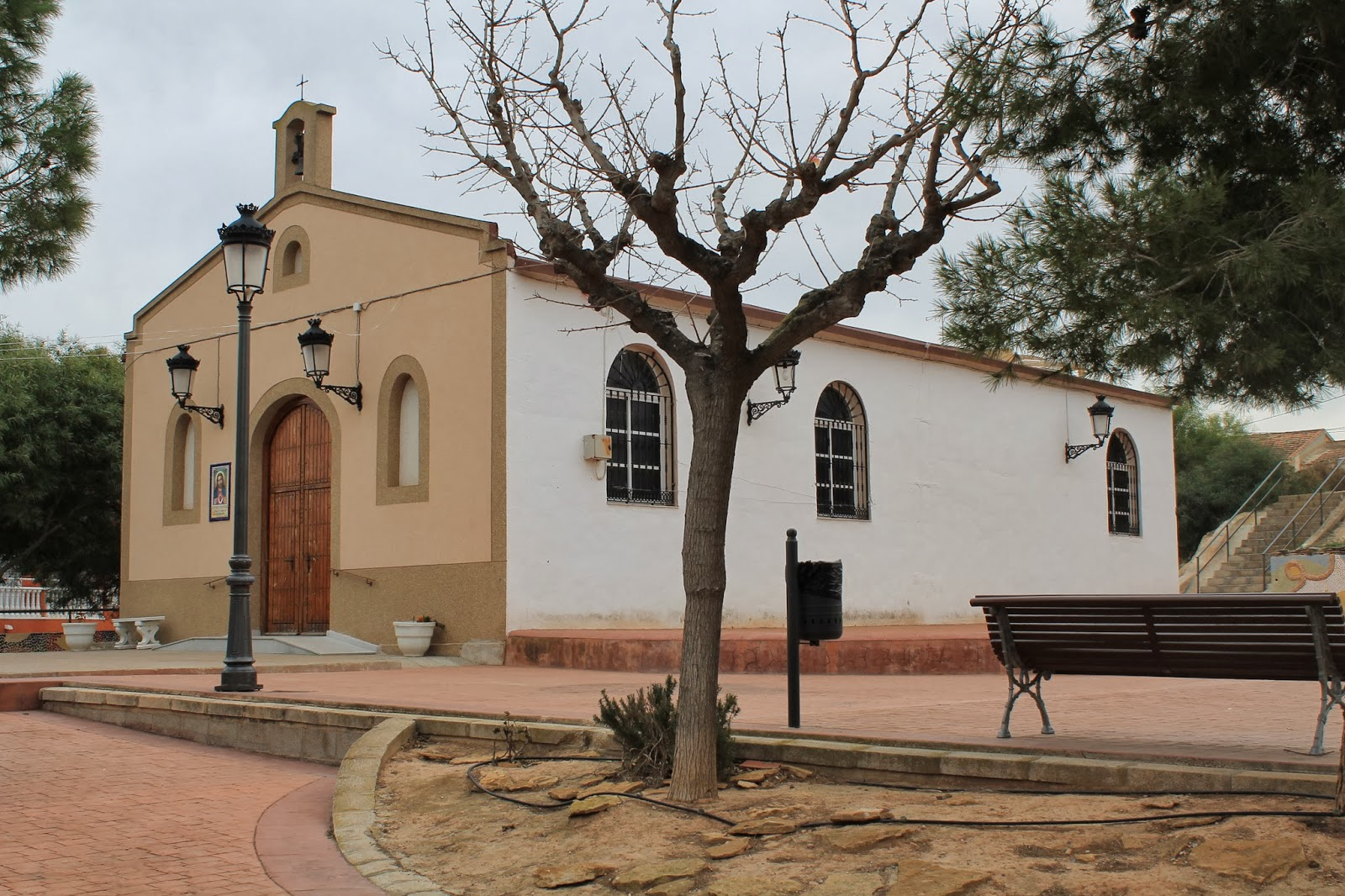
Ermita de El Sagrado Corazón de Jesús

En el s.XX continuaba el estancamiento de El Mojón, aunque no se tiene registro de ello porque los documentos y archivos que hacían referencia a la pedanía y a Beniel fueron quemados durante la Guerra Civil Española. Es por ello por lo que no se tiene constancia de la fecha en la que El Mojón es considerado una pedanía. 
En 1956 se construye la Ermita de El Sagrado Corazón de Jesús Archivado el 21 de junio de 2012 en Wayback Machine., que fue creada por los ciudadanos de la pedanía y por la ayuda económica del ayuntamiento. Desgraciadamente tuvo que ser reconstruida en 1967 a causa de un corrimiento de tierra. A día de hoy se considera el edificio más emblemático de El Mojón.

## Nuevas infraestructuras
En los últimos años se han construido en El Mojón una multipista y una guardería. En la multipista se pueden practicar diversos deportes como fútbol, tenis, baloncesto o balonmano. De hecho, desde su inauguración se ha creado una Escuela de Tenis dirigida por el ayuntamiento de Beniel, impartiendo dos clases semanales. También se han disputado varios torneos de fútbol en época de fiestas, que se celebran a finales de junio. En cambio, la guardería no se encuentra en funcionamiento actualmente. 

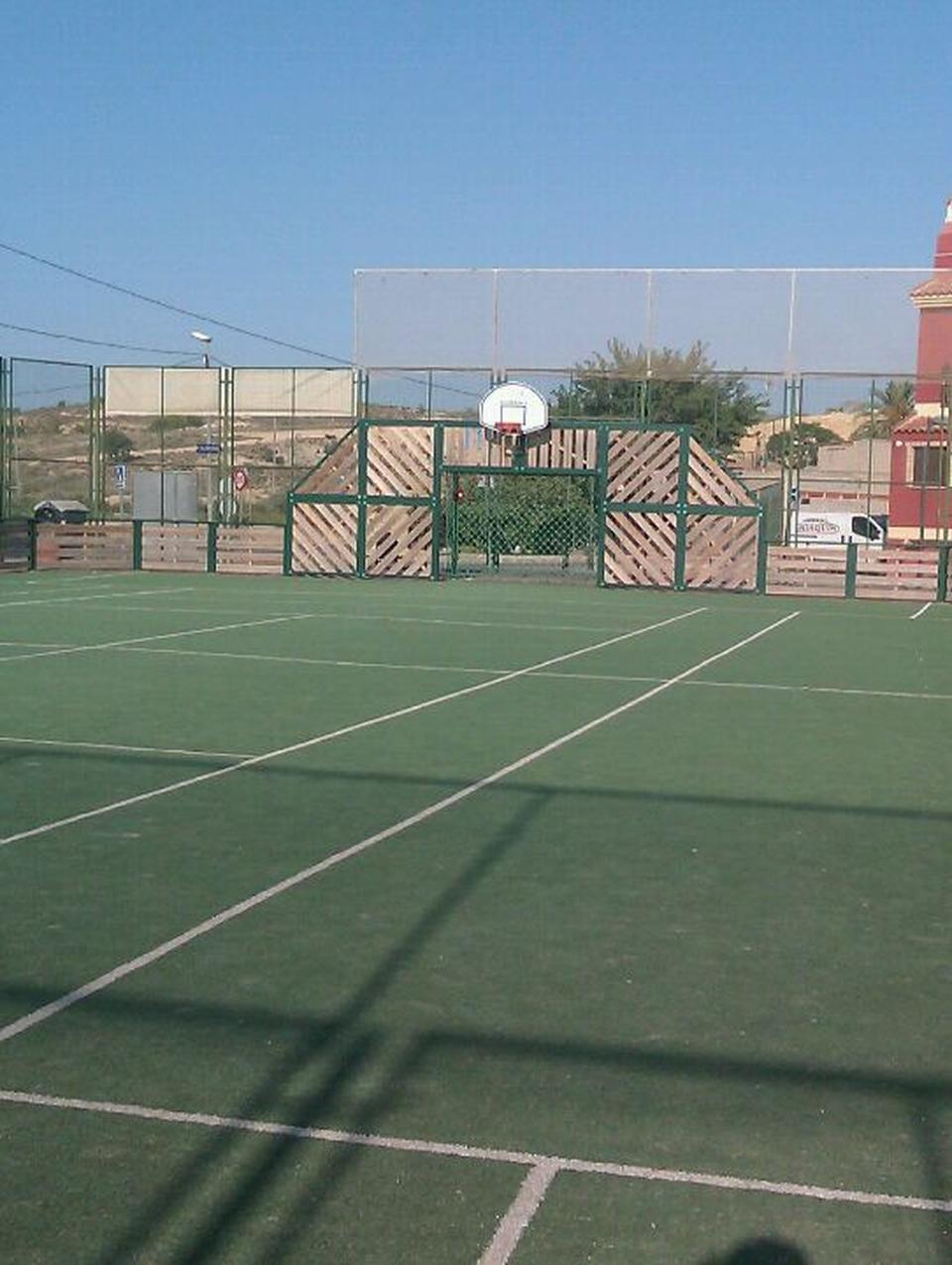
Multipista El Mojón